# Lethrus kattaghanicus
Lethrus kattaghanicus es una especie de coleóptero de la familia Geotrupidae.

## Distribución geográfica
Habita en Afganistán.